# Wonorejo (Gondangrejo)
Wonorejo is een bestuurslaag in het regentschap Karanganyar van de provincie Midden-Java, Indonesië. Wonorejo telt 13.854 inwoners (volkstelling 2010).